# Зовнішня торгівля: економіка, фінанси, право
Науковий журнал «Зовнішня торгівля: економіка, фінанси, право» [Архівовано 30 червня 2021 у Wayback Machine.] — фахове видання з економічних та юридичних наук,  Державного торговельно-економічного університету заснований у 2010 році.
Журнал зареєстровано як фахове видання Міністерством освіти і науки України: Наказ № 1643 (додаток 4)  від 28.12.2019 – з економічних наук (журналу присвоєно категорію “Б”);
Наказ № 409 (додаток 1) від 17.03.2020 – з юридичних наук (журналу присвоєно категорію "Б") та Міністерством юстиції України, свідоцтво про державну реєстрацію серія КВ №22092-11992ПР від 16.05.2016 р.
Журнал виходить 6 разів на рік.
ISSN: 1998-2666 (Print); 2616-6755 (Online)
DOI: 10.31617/zt.knute

## Члени редакційної колегії[2]
Головний редактор:
МАЗАРАКІ Анатолій Антонович, д. е. н., професор, ректор, Державний торговельно-економічний університет (Україна).
Заступник головного редактора:
ПРИТУЛЬСЬКА Наталія Володимирівна, д. т. н., професор, перший проректор з науково-педагогічної роботи, Державний торговельно-економічний університет (Україна).
Відповідальний секретар:
ГЕРАСИМЕНКО Анжеліка Григорівна, д. е. н., професор, проректор з науково-педагогічної роботи та міжнародних зв’язків, Державний торговельно-економічний університет (Україна).
Члени редакційної колегії:
БАЙ Сергій, д. е. н., професор, завідувач кафедри менеджменту Державного торговельно-економічного університету (Україна)
БЛАКИТА Ганна, д. е. н., професор, завідувач кафедри економіки та фінансів підприємства Державного торговельно-економічного університету (Україна)
БОЙКО Маргарита, д. е. н., професор, завідувач готельно-ресторанного бізнесу Державного торговельно-економічного університету (Україна)
ВАЩЕНКО Юлія, д. ю. н., професор кафедри адміністративного права  Київського національного університету ім. Т. Шевченка (Україна)
ВОЛОСОВИЧ  Світлана, д. е. н., професор, професор кафедри фінансів Державного торговельно-економічного університету (Україна)
ГАЙДУКЕВИЧ Агнешка, д. е. н., професор кафедри міжнародної торгівлі Краківського економічного університету (Польща)
ГАРАФОНОВА Ольга, д. е. н., професор, професор кафедри менеджменту Київського національного економічного університету ім. В. Гетьмана (Україна)
ГОНЕТ Войчеш, д. е. н., доцент Університету природничо-гуманітарних наук у Седльце (Польща)
ГОНЧАРЕНКО Олена, д. ю. н., доцент, головний науковий консультант відділу з питань цивільних і господарських відносин та підприємництва Головного науково-експертного управління Апарату Верховної Ради України (Україна)
ГОРДОПОЛОВ Володимир, д. е. н., професор, професор кафедри фінансового аналізу та аудиту Державного торговельно-економічного університету (Україна)
ГУРЖІЙ Тарас,  д. ю. н., професор, завідувач кафедри адміністративного, фінансового та інформаційного права Державного торговельно-економічного університету(Україна)
ДОБІЯ Мечислав, д. е. н., професор Краківського університету економіки (Польща)
ДУГІНЕЦЬ Ганна, д. е. н., професор, завідувач кафедри світової економіки Державного торговельно-економічного університету (Україна)
ЗАПОТОЦЬКА Олена, д. ю. н., доцент кафедри адміністративного, фінансового та інформаційного права Державного торговельно-економічного університету (Україна)
ІЛЬЧЕНКО Наталія, д. е. н., професор, завідувач кафедри торговельного підприємництва та логістики Державного торговельно-економічного університету (Україна)
КАВКА Інга, д. ю. н., професор Інституту права, адміністрації та економіки Краківського педагогічного університету (Польща)
КАВУН-МОШКОВСЬКА Ольга, к. е. н., доцент, доцент кафедри торговельного підприємництва та логістики Державного торговельно-економічного університету (Україна)
КАЛЮЖНА Наталія, д. е. н., професор, професор кафедри світової економіки Державного торговельно-економічного університету (Україна)
КАНЄВА Тетяна, д. е. н., професор, декан факультету фінансів та обліку Державного торговельно-економічного університету (Україна)
КАРАВАЄВ Тарас, д. т. н., професор, професор кафедри товарознавства та митної справи Державного торговельно-економічного університету (Україна)
КЛЮЧНИК Альона, д. е. н., професор, завідувач кафедри публічного управління та адміністрування і міжнародної економіки Миколаївського національного аграрного університету (Україна)
КОРОЛЬ Світлана, д. е. н., професор, професор кафедри обліку та оподаткування Державного торговельно-економічного університету (Україна)
ЛАЦЕ Наталя, д. е. н., професор Ризького технічного університету (Латвія)
МАЗАРАКІ Наталія, д. ю. н., професор, завідувач кафедри міжнародного, цивільного та комерційного права Державного торговельно-економічного університету (Україна)
МЕЛЬНИК Тетяна, д. е. н., професор, завідувач кафедри міжнародного менеджменту  Державного торговельно-економічного університету (Україна)
МОТОРИН Руслан, д. е. н., професор, професор кафедри статистики та економетрії Державного торговельно-економічного університету (Україна)
НАЗАРОВА Каріна, д. е. н., професор, завідувач кафедри фінансового аналізу та аудиту Державного торговельно-економічного університету (Україна)
ОСИКА Сергій,  к. ю. н., професор кафедри світової економіки Державного торговельно-економічного університету (Україна)
ПАРАСІЙ-ВЕРГУНЕНКО Ірина, д. е. н., професор, професор кафедри фінансового аналізу та аудиту Державного торговельно-економічного університету (Україна)
СОБАКАРЬ Андрій, д. ю. н., професор, завідувач кафедри адміністративного права, процесу та адміністративної діяльності Дніпропетровського державного університету внутрішніх справ (Україна)
ТИЩЕНКО Олександр, д. е. н., професор, професор кафедри національної економіки та публічного управління Київського національного економічного університету ім. Вадима Гетьмана  (Україна)
ТІМАШОВ Віктор, д. ю. н., доцент кафедри адміністративного, фінансового та інформаційного права Державного торговельно-економічного університету (Україна)
ТРУНІНА Ірина, д. е. н., професор, завідувач кафедри бізнес-адміністрування, маркетингу та туризму Кременчуцького національного університету ім. Михайла Остроградського (Україна)
УМАНЦІВ Юрій, д. е. н., професор, завідувач кафедри економічної теорії та конкурентної політики Державного торговельно-економічного університету (Україна)
ФЕДУН Ігор,  д. е. н., професор, професор кафедри фінансово-економічної безпеки, заступник директора з наукової і навчальної діяльності, Навчально-науковий гуманітарний інститут Національної академії СБУ (Україна)
ФОМІНА Олена, д. е. н., професор, завідувач кафедри обліку та оподаткування Державний торговельно-економічний університет (Україна)
ХМЕЛКО Ірина, д. ф. н., доцент Університету Теннессі в Чаттануга (США)
ЧУНІХІНА Тетяна, к. е. н., доцент, доцент кафедри маркетингу Державного торговельно-економічного університету (Україна)
ШЛЮСАРЧИК Богуслав, д. е. н., професор Жешувського університету (Польща)
ШНИРКОВ Олександр, д. е. н., професор, завідувач кафедри світового господарства і міжнародних економічних відносин Київського національного університету ім. Тараса Шевченка (Україна)
ЯКУШЕВИЧ Адам,  д. ю. н., доцент Інституту права, адміністрування та менеджменту Університету Казимира Великого в Бидгощі (Польща)
ЯНКОВЕЦЬ Тетяна, к. е. н., доцент, доцент кафедри маркетингу Державного торговельно-економічного університету (Україна)
ЯСТРЕМСЬКА Олена, д. е. н., професор, завідувач кафедри менеджменту, логістики та інновацій Харківського національного економічного університету ім. Семена Кузнеця (Україна)
Журнал представлено у:
- Національній бібліотеці України ім. В.  І. Вернадського [Архівовано 3 квітня 2022 у Wayback Machine.][3],
- Бібліометриці української науки[4],
- Інституті проблем реєстрації інформації НАН України (Київ): загальнодержавній реферативній базі даних «Україніка наукова»
- Українському реферативному журналі «Джерело»[5].

Журнал зареєстровано у Міжнародних та національних наукометричних і пошукових базах:
- Google Scholar[6],
- OCLC [7],
- Index Copernicus (IC)[8],
- DRJI[9],
- Research Bible[10],
- Crossref[11]
- Google Scholar[12].